# Aida Imanguliyeva
Aida Nasir gizi Imanguliyeva  (en azerí: 'Aida Nəsir qızı İmanquliyeva'; 10 de octubre de 1939 Bakú – 19 de septiembre de 1992 ibid.) fue una   doctora en filología, arabinóloga, académica de la Academia Nacional de Ciencias de Azerbaiyán; y, profesora azerbaiyaní. Provenía de una familia altamente educada. Su padre, un conocido periodista, pedagogo, Honorable Trabajador de la Ciencia - Nasir Imanguliyev fue uno de los fundadores de la prensa de Azerbaiyán, editor de los periódicos"Baki" y "Baku" por un largo tiempo. Ella también fue la madre de la actual primera dama de Azerbaiyán y actual; Mehriban Aliyeva.

## Biografía
En 1957, Aida Imanguliyeva se graduó de la Escuela #132 de Bakú con medalla dorada. Y, ese año, ingresó a la Universidad Estatal de Azerbaiyán (nombrada en honor de S. M. Kirov. En 1962, posterior a su graduación de Filosofía islámica de Estudios orientales, por la Facultad de la Universidad, desarrolló estudios de postgrado sobre las “naciones orientales y la historia de la literatura” en la cátedra de la misma universidad.
Luego, estudió en el “Instituto Naciones de Asia” de la ex Academia de Ciencias de la URSS.
En 1966, luego de su defensa de la disertación doctoral, Aida Imanguliyeva comenzó a trabajar en el Instituto de Estudios Orientales de la Academia Nacional de Ciencias de Azerbaiyán, como investigadora junior (1966), senior (1973), Jefa del Departamento de filología arábica (1976), subdirectora de trabajos de investigación (1988). Desde 1991 hasta el final de su vida, trabajó como directora del Instituto de Estudios Orientales de la Academia de Ciencias de Azerbaiyán.
In 1989, after successful defence of doctoral dissertation in Tblisi, Aida Imanguliyeva became the first woman-doctor of oriental studies and soon she was given professor’s degree of this very speciality.

## Creatividad
Aida Imanguliyeva es la autora de tres monografías:
- “Michail Nuayme and Association of pens”, M. 1975;
- “Gubran Khalil Gubran”, B. 1975;
- “Coryphaei of new Arabic literature”, B. 1991);

y, más de 70 artículos de investigaciones escritos acerca de literatura oriental.
Fue miembro, vicepresidenta y presidenta de la Unión de Defensa por el perfil de "Literatura de países asiatica y africana" que opera en el Instituto de Estudios Orientales de la Academia de Ciencias de Azerbaiyán.
La profesora A. Imanguliyeva ha presentado estudios orientales de Azerbaiyán en países del Oriente Medio y en otros países y ciudades extranjeras (Moscú, Kiev, Poltava, San Petersburgo, Galle etc.)
En el ámbito de las actividades científico-organizativas, Aida Imanguliyeva dio gran importancia a la formación de personal altamente especializado de arabistas.
En el "Departamento de Filología árabe", que ella manejó, más de 10 disertaciones de Candidatos fueron defendidas bajo su guía durante el corto período de tiempo.
A. Imanguliyeva fue miembro del Presidium de la Sociedad Todos Unidos de  Orientalistas, del Consejo de coordinación general de la literatura oriental y de la Unión de Escritores.
Durante muchos años, participó en actividades pedagógicas, dando conferencias sobre filología árabe en Universidad Estatal de Bakú (ASU).
Aida Imanguliyeva falleció el 19 de septiembre de 1992.

## Honores

### Eponimia
Para la perpetuación de la memoria de la famosa científica arabísta Aida Imanguliyeva, una de las academicistas de alto rendimiento de la Facultad de estudios orientales de la Universidad Estatal de Bakú se otorga una beca que lleva su nombre.